# Застава Комора
Застава Комора је усвојена 2003. На њој се и даље налазе елементи старе заставе, бели полумесец и звезде на зеленој подлози, а додате су четири једнаке хоризонталне пруге.
Пруге су симбол острва ове земље. Златна пруга представља острво Мохели, бела Мајоти, црвена Ањоун, а плава Велики Комори.
Полумесец и његова зелена подлога су симбол ислама, а четири звездице поред такође представљају острва Комора.

## Старе застава Комора
- Застава у периоду 1996-2001.
- Застава у периоду 1992-1996.
- Застава у периоду 1978-1992.